# Rosalind Kennerley
Rosalind „Ros“ J. Kennerley (* im 20. Jahrhundert) ist eine britische Biologin, Ökologin und Naturschützerin.

## Leben
Kennerley studierte ab dem Jahr 2000 an der Cardiff University, wo sie 2003 den Bachelor-Abschluss in Angewandter Biologie erlangte. Von 2006 bis 2007 absolvierte sie ein Studium in Angewandter Ökologie und Naturschutz an der University of East Anglia, wo sie zum Master graduiert wurde. Nach einem Ökologiestudium an der University of Reading ab 2010 wurde sie 2014 mit der Dissertation The ecology of the Hispaniolan solenodon and hutia in native forest and agricultural landscapes in the Dominican Republic unter der Leitung von Samuel T. Turvey zum Ph.D. promoviert.
Von März bis August 2004 arbeitete sie als Forschungsassistentin für die Royal Society for the Protection of Birds (RSPB) in den Leighton Moss & Morecambe Bay Nature Reserves, wo sie Studien über das Brut- und Nahrungsverhalten von Rohrdommeln betrieb und an Wildgeflügel- und Nistvögelzählungen im Naturschutzgebiet teilnahm. Von September 2004 bis März 2006 war sie auf Mauritius tätig, wo sie in Zusammenarbeit mit der Mauritius Wildlife Foundation Feldstudien über die Rosentaube und den Mauritiussittich durchführte. Von März bis Juli 2006 führte sie im Auftrag der Queen’s University Belfast eine Studie auf der kleinen nordirischen Insel Rathlin durch, um die Auswirkungen von eingeführten Frettchen und Kaninchen auf nistende Vögel zu untersuchen. Von 2007 bis 2010 arbeitete sie als Ökologin im Naturreservat The Lodge bei Sandy, wo sie Zäune errichtete, um Füchse von den Nistplätzen der Watvögel fernzuhalten. Während ihrer fünfjährigen Studienzeit von 2010 bis 2014 in Reading erwarb Kennerley ein vom Biotechnology and Biological Sciences Research Council (BBSRC) finanziertes Promotionsstipendium zur Erforschung der Ökologie des gefährdeten Dominikanischen Schlitzrüsslers und des Cuvier-Zagutis in einheimischen Wald- und Landwirtschaftssystemen in der Dominikanischen Republik. Dies gipfelte 2015 in der Erstbeschreibung der Unterart Plagiodontia aedium ssp. bondi des Cuvier-Zagutis, die Kennerley in Zusammenarbeit mit Samuel T. Turvey veröffentlichte.
Seit November 2014 ist Kennerley Koordinatorin der IUCN SSC Small Mammal Specialist Group in der Karibik. Seit März 2015 ist sie beratende Projektmanagerin beim Haitian Solenodon Project, einer Studie, die einen besseren Schutz des Dominikanischen Schlitzrüsslers im Nationalpark Pic Macaya und im Massif de la Hotte ermöglichen soll. Seit Mai 2015 ist sie Naturschutzwissenschaftlerin für den Durrell Wildlife Conservation Trust und Programmbeauftragte bei der IUCN SSC Small Mammal Specialist Group sowie Koordinatorin dieser Forschungsgruppe für die Rote Liste gefährdeter Arten. 
2017 verfasste Kennerley mit Thomas E. Lacher, Jr., Richard Young, Samuel T. Turvey und Nicolette Roach das Sonderkapitel Prioritäten für die Erhaltung der Nagetiere der Welt im siebenten Band und 2018 in Zusammenarbeit mit Thomas Edward Lacher junior, Victor Mason, Shelby McCay, Nicolette Roach, P. J. Stephenson, Mariella Superina und Richard Young das Sonderkapitel Naturschutzprioritäten und -aktionen für die Ordnungen Cingulata, Pilosa, Afrosoricida, Macroscelidea, Eulipotyphla, Dermoptera und Scandentia im achten Band des Handbook of the Mammals of the World.